# Gaius Iulius Mento
Gaius Iulius Mento oder Gnaeus Iulius Mento war Konsul im Rom des 5. Jahrhunderts v. Chr.
Er gehörte zur patrizischen Gens Iulia. Titus Livius gibt als Vornamen (Praenomen) Gnaeus an, während er sonst als Gaius bezeichnet wird.
Gaius Iulius Mento wurde im Jahr 431 v. Chr. zusammen mit Titus Quinctius Pennus Cincinnatus zum Konsul gewählt. Während ihrer Amtszeit wurde Rom erneut von den Volskern und Aequern angegriffen, die auf dem Berg Algidus zwei getrennte Heerlager errichtet hatten. Daraufhin schlug der römische Senat vor, einen Diktator zu ernennen. Dem stimmten die beiden Konsuln anfänglich nicht zu, beugten sich aber dann dem Druck der Volkstribunen. Da kein geeigneter Kandidat gefunden werden konnte, wurde Titus Quinctius Pennus Cincinnatus durch Losentscheid zum Diktator auserkoren. Letzterer übergab dieses Amt jedoch dann seinem Schwiegervater Aulus Postumius Tubertus, der als strikter und unnachsichtiger Heerführer bekannt war. Aulus erwählte seinerseits als Militärtribun Lucius Iulius Iullus, dem er das Kommando der Kavallerie übertrug.
Der Diktator ging zur Truppenaushebung über, wobei er auch Latiner und Herniker in die Pflicht nahm, welche beide Kontingente abstellten. Mento blieb zum Schutz Roms zurück, wohingegen Cincinnatus einen der beiden Heeresteile übernahm. Nach dem errungenen Sieg wurden Tubertus die Ehren eines Triumphs zugestanden. Dieser übergab das Kommando der beiden Heeresteile dem Cincinnatus, kehrte nach Rom zur Triumphfeier zurück und dankte anschließend ab.
Der in Rom zurückgebliebene Mento hielt unterdessen die Einweihungsfeierlichkeiten für den Tempel des Apollo Sosianus ab (der ursprünglich dem Apollo Medicus geweiht war), die bereits zwei Jahre zuvor hätten stattfinden sollen, aber wegen der damals in Rom grassierenden Epidemie verschoben werden mussten.